# Schleifsteinklinge
Die Schleifsteinklinge ist eine weniger als einen Kilometer lange, in den linken Hang des Steinbacher Tals eingeschnittene Waldklinge im Mainhardter Wald im nordöstlichen Baden-Württemberg. Der durch sie laufende und nach ihr benannte, knapp einen Kilometer lange Bach mündet zwischen den Talweilern Schuppach und Ohnholz der Gemeinde Pfedelbach im Hohenlohekreis von links und Südwesten in die obere Ohrn.

## Geographie

### Verlauf
Der Bach entsteht in der Teilgemarkung Geißelhardt der Gemeinde Mainhardt im Landkreis Schwäbisch Hall. Etwa zweihundert Meter westsüdwestlich vom südlichen Ortsende des Weilers Storchsnest entfernt beginnt auf etwa 475 m ü. NHN am innersten Punkt einer Flurbucht zwischen den Waldstücken Vordere und Hintere Viehweide ein zunächst wohl meist trockener Graben, der auf den Südrand von Storchsnest zuläuft. Dort passiert er an einer speisenden Quelle ein nicht mehr genutztes Wasserhäuschen.
Danach beginnt der Bach, begleitet von Laubbäumen, sich in seiner Mulde stärker einzutiefen. Nach etwa dreihundert Metern wendet er sich auf künftig nordnordöstlichen Lauf und kerbt sich in den waldbestandenen linken Talhang Storchsberg des auch Steinbacher Tal genannten oberen Ohrntales. Der Bach ist nun bis zu anderthalb Metern breit, unter den zur Rutschung neigenden Hängen seiner Kerbe, an denen mancherorts Sickerquellen austreten, liegen im kiesreichen Bett oft Steinblöcke, zahlreich wachsen dort Moose und Farne.
Nach mehr als einem halben Kilometer am Waldhang wechselt der inzwischen schon in der Teilgemarkung Untersteinbach von Pfedelbach laufende Bach in die offene Flur des Ohrntalgrundes und fließt nun von einer lückenhaften Baumgalerie begleitet im Wiesengewann Heuacker. Nach hundert Metern unterquert er die von Schuppach flussauf- nach Ohnholz flussabwärts führende K 2360. Auf der anderen Seite der Kreisstraße mündet er auf etwa 298 m ü. NHN, gegenüber dem Kohlhof am rechten Flusstalhang, von links in die obere Ohrn.
Der Bach durch die Schleifsteinklinge mündet nach ca. 1,3 km langem Lauf mit mittlerem Sohlgefälle von etwa 140 ‰ rund 177 Höhenmeter unterhalb seines Grabenbeginns.

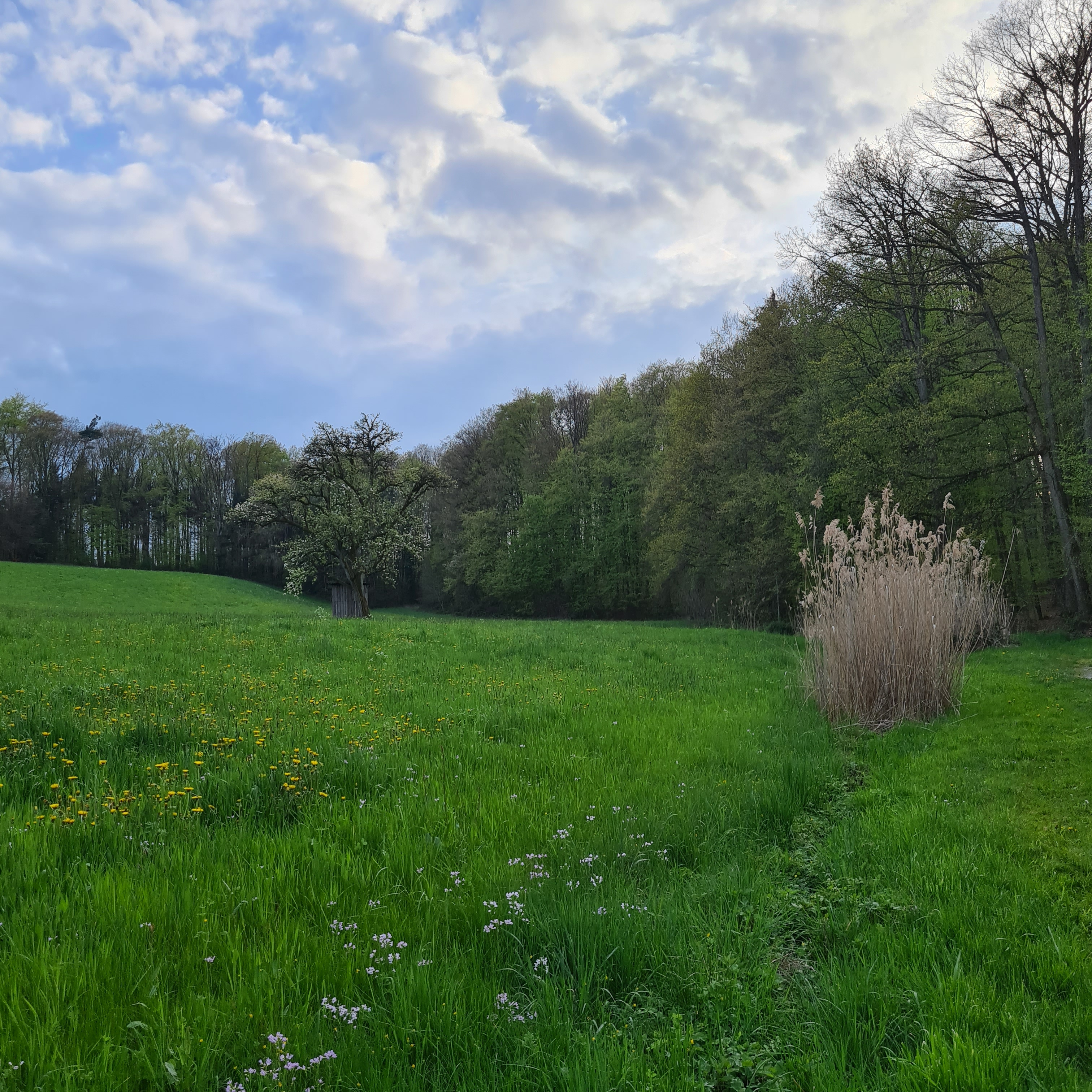
Blick ins obere Quellgebiet
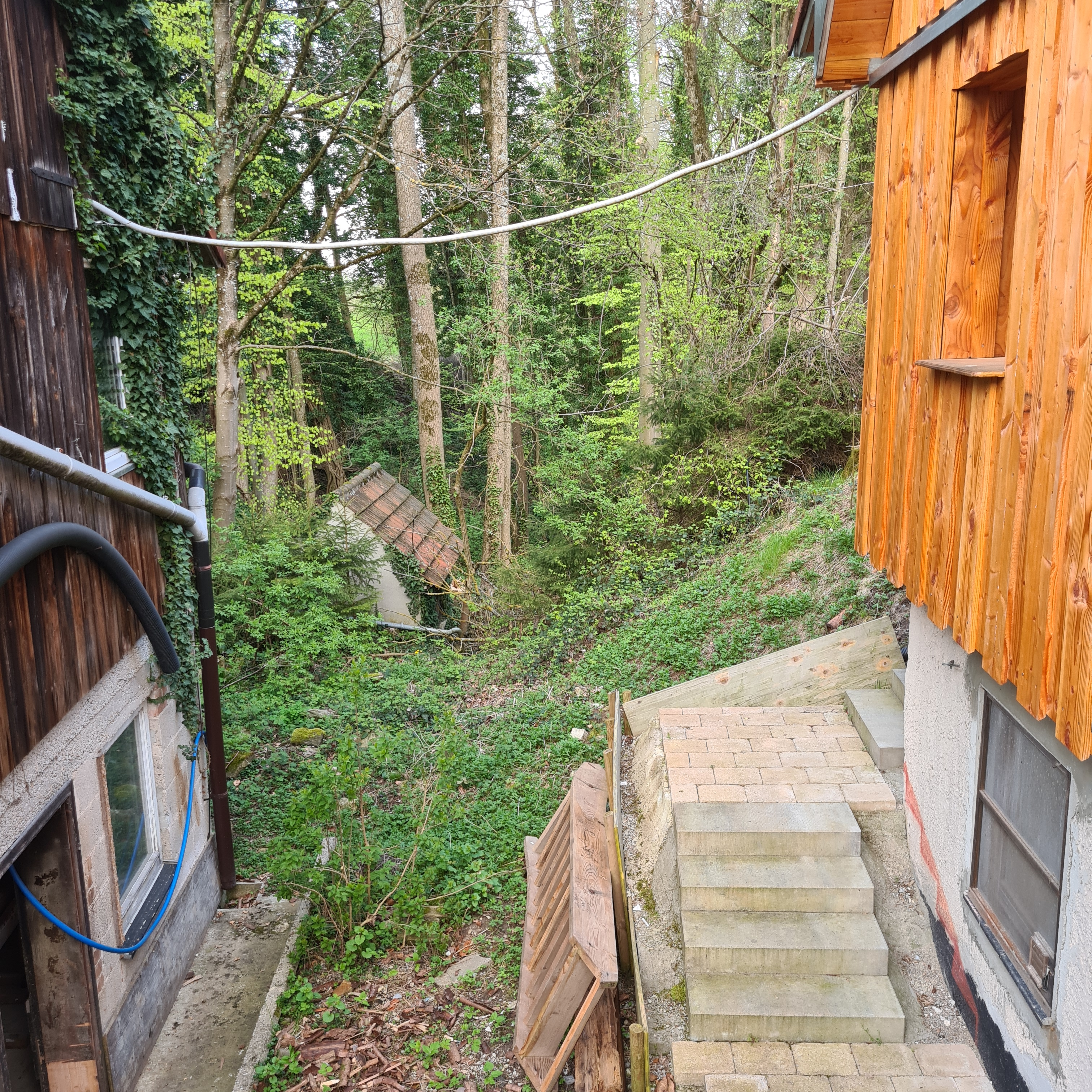
Anfang der Eintiefung auf Hausgrundstück
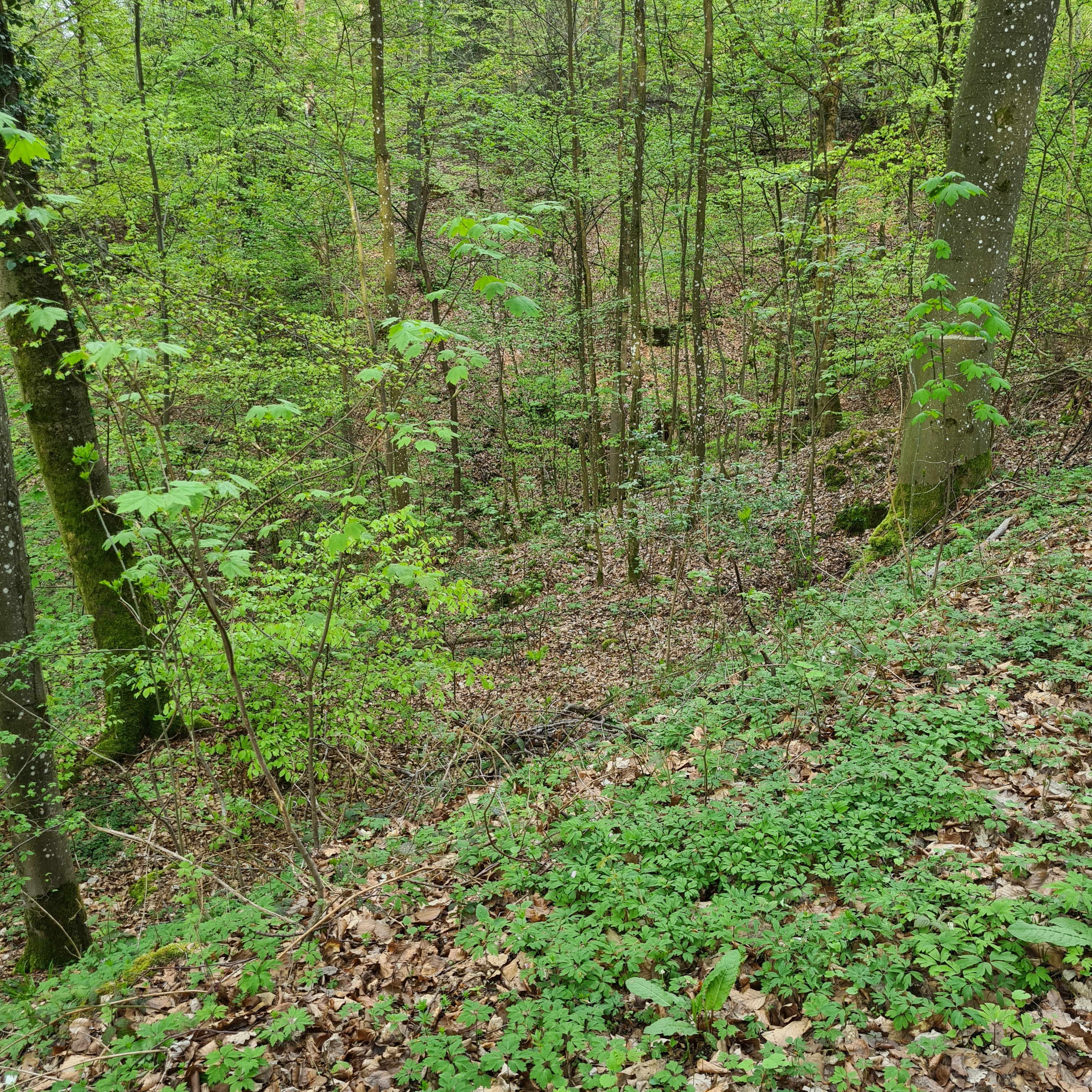
Waldklinge im Ohrntalhang
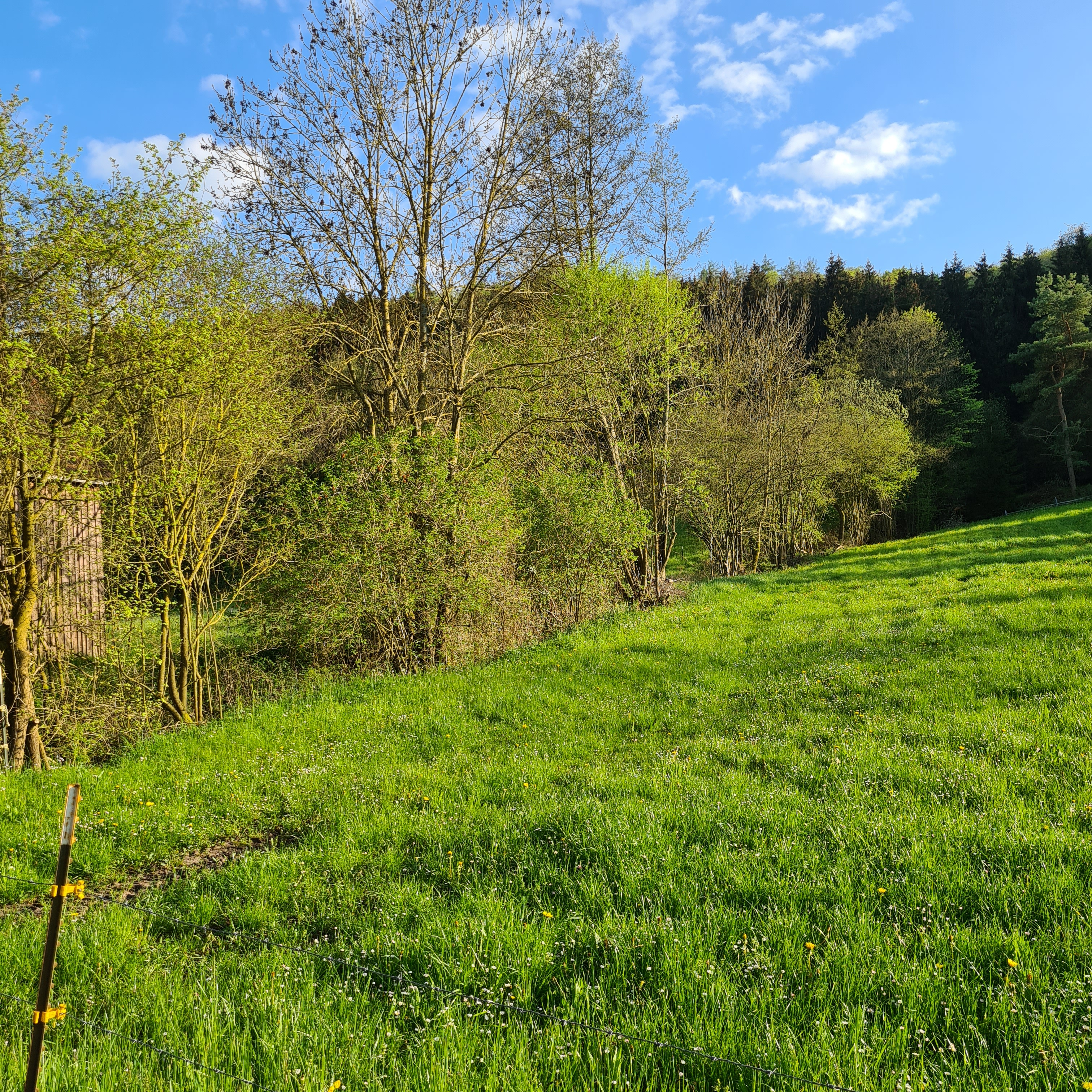
Unterlauf in der Ohrnaue
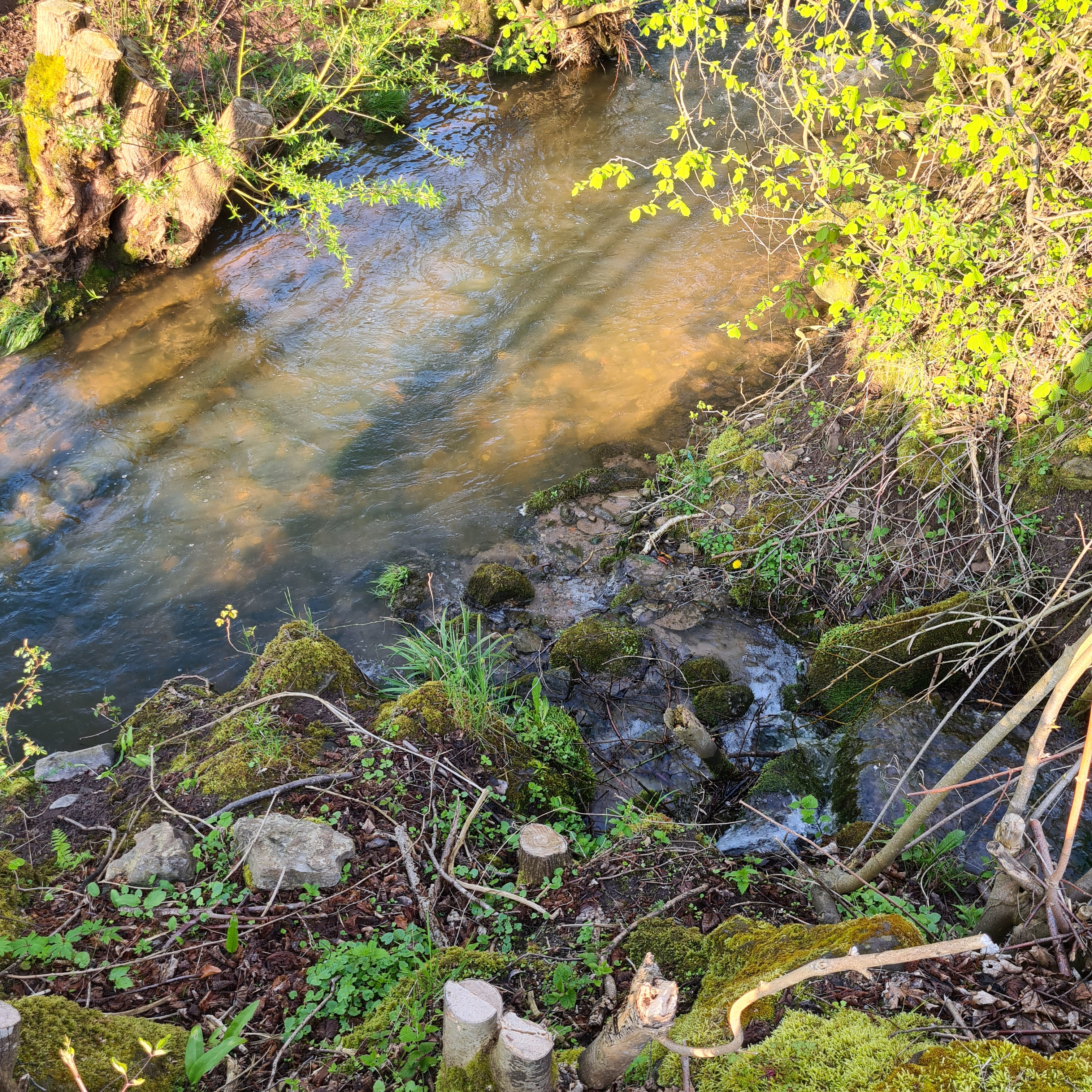
Einmündung in die Ohrn

### Einzugsgebiet
Das Einzugsgebiet der Schleifsteinklinge ist etwa 0,5 km² groß und zählt naturräumlich zum Hinteren Mainhardter Wald, einem Unterraum der Schwäbisch-Fränkischen Waldberge. Sein mit etwa 488 m ü. NHN höchster Punkt liegt an der kurzen südwestlichen Wasserscheide beim Mainhardter Weiler Dürrnast.
Auf der Hochebene liegt teils offene Wiesenflur, teils ist sie auch von Waldstücken bestanden. Der Ohrntalhang ist fast bis unten bewaldet. Der größere Teil des Einzugsgebietes auf der Hochebene und bis hinunter an den mittleren Flusstalhang gehört zur Gemarkung Geißelhardt der Gemeinde Mainhardt, der tiefere Talhang zur Gemarkung Untersteinbach von Pfedelbach. Einziger Siedlungsplatz im Einzugsgebiet ist die eine Hälfte des Mainhardter Weilers Storchsnest. Die andere jenseits der nordwestlichen Wasserscheide entwässert zur Hausenklinge, deren Bach der nächste linke Zufluss der Ohrn ist. Das Gebiet jenseits der südöstlichen und südlichen entwässert zum Beerenklingenbächle, das vor dem Bach durch die Schleifsteinklinge in die Ohrn einfließt. Jenseits des kurzen Stückes südwestlicher Wasserscheide liegt das Quellgebiet des Kibitzenseebaches, der über den Benzenbach und dann die Brettach tiefer als die Ohrn in den Kocher mündet. 

## Geologie
Die höchste lokale geologische Schicht des im Keuperbergland liegenden Einzugsgebietes ist der Stubensandstein (Löwenstein-Formation) auf der Hochebene um Storchsnest. Darunter streichen am Waldhang die tieferen Mittelkeuper-Schichten Obere Bunte Mergel (Mainhardt-Formation), Kieselsandstein (Hassberge-Formation), Untere Bunte Mergel (Steigerwald-Formation) und ein schmales Band von Schilfsandstein (Stuttgart-Formation) aus, ehe vom unteren Hangwald bis zur Mündung der Bach im Gipskeuper (Grabfeld-Formation) läuft. Bis etwas nach dem Richtungswechsel von Bach und Klinge und dann wieder im Gipskeuper sind diese triassischen Schichten um den Bach durch ein schmales holozänes Schwemmlandband überlagert.
Am Mittelhang steht der geschützte Geotop Teufelsstein neben dem Bach, ein Fels aus Stubensandstein weit unterhalb seiner Herkunftsschicht.

## Schutzgebiete
Der Untersteinbacher Gebietsanteil gehört zum Landschaftsschutzgebiet Steinbacher Tal mit Randgebieten (Oberes Ohrntal), das ganze Einzugsgebiet liegt im Naturpark Schwäbisch-Fränkischer Wald.

## Tourismus
Der Frankenweg (Hauptwanderweg 8) des Schwäbischen Albvereins quert die obere Bachmulde am Südrand von Storchsnest auf seiner Etappe zwischen Schuppach im Ohrntal und Brettach im Brettachtal.

### LUBW
Amtliche Online-Gewässerkarte mit passendem Ausschnitt und den hier benutzten Layern: Bachlauf durch die Schleifsteinklinge und deren Einzugsgebiet

Allgemeiner Einstieg ohne Voreinstellungen und Layer: Daten- und Kartendienst der Landesanstalt für Umwelt Baden-Württemberg (LUBW) (Hinweise)
1. 1 2 3  Höhe nach dem Höhenlinienbild auf dem Hintergrundlayer Topographische Karte.
2. ↑  Länge nach dem Layer Gewässernetz (AWGN), ergänzt um ein kleines, auf der Gewässerkarte nicht berücksichtigtes Anfangsstück, das auf dem Hintergrundlayer Topographische Karte abgemessen wurde.
3. ↑  Einzugsgebiet abgemessen auf dem Hintergrundlayer Topographische Karte.
4. ↑  Natur teilweise nach dem Layer Geschützte Biotope.
5. ↑  Schutzgebiete nach den einschlägigen Layern.

### Andere Belege
1. ↑  Wolf-Dieter Sick: Geographische Landesaufnahme: Die naturräumlichen Einheiten auf Blatt 162 Rothenburg o. d. Tauber. Bundesanstalt für Landeskunde, Bad Godesberg 1962. → Online-Karte (PDF; 4,7 MB)
2. ↑  Geologie nach den Layern zu Geologische Karte 1:50.000 auf: Mapserver des Landesamtes für Geologie, Rohstoffe und Bergbau (LGRB) (Hinweise). Ein ähnliches Bild bietet die Geologische Karte des Naturparks Schwäbisch-Fränkischer Wald 1:50.000, herausgegeben vom Landesamt für Geologie, Rohstoffe und Bergbau Baden-Württemberg, Freiburg i. Br. 2001.